# Kobylak (wieś)
Kobylak (ros. Кобыляк) – wieś (ros. деревня, trb. dieriewnia) w zachodniej Rosji, w wołoscie Pożeriewickaja (osiedle wiejskie) rejonu diedowiczskiego w obwodzie pskowskim.

## Geografia
Miejscowość położona jest nad rzeką Tiszynka, 5,5 km od centrum administracyjnego osiedla wiejskiego (Pożeriewicy), 9 km od centrum administracyjnego rejonu (Diedowiczi), 94,5 km od stolicy obwodu (Psków).

## Demografia
W 2010 r. miejscowość zamieszkiwały 2 osoby.